# L'amico della notte
L'amico della notte è stato un programma televisivo italiano di genere varietà musicale, in onda sulla Rete 1 il sabato sera, per 5 puntate, dal 29 gennaio al 26 febbraio 1977.

## Descrizione
La direzione musicale era affidata a Enrico Simonetti. Era l'anno della grande rentrée televisiva di Gigliola Cinquetti, protagonista dello show. Il programma veniva registrato al Teatro delle Vittorie.